# Kusuo Kobayashi
Kusuo Kobayashi (小林楠扶?, Kobayashi Kusuo; 1930 – 11 gennaio 1990) è stato un mafioso giapponese.

## Biografia
Si laureò presso la scuola commerciale Teikyō, in seguito scuola media universitaria Teikyō, dove conobbe Eiichi Hanada, il dirigente dell'Andō-gumi, che da allora fu il suo migliore amico. Fu un attivista di destra, direttore generale della Sumiyoshi-kai e primo presidente della Kobayashi-kai nella Sumiyoshi-ikka. Il 13 ottobre 1961, formò un gruppo di destra, la Kusunoki sumeragi-dō-tai, a Yukiya, nel quartiere Ōta, a Tokyo. Nello stesso anno, la sede centrale fu spostata a Ginza 7-2-2, nel quartiere Chūō, a Tokyo. Il 18 marzo 1969, la squadra fu progressivamente sciolta e si formò la Nihon Seinensha, un gruppo di destra molto rispettato in Giappone, di cui divenne il primo presidente. Lo stesso giorno, presso il santuario Meiji, si svolse una cerimonia con la partecipazione di duecentonovanta persone, seguita da un ricevimento di nozze all'Hotel New Otani. Morì l'11 gennaio 1990, all'età di 59 anni.